# Zygogynum burttianum
Zygogynum burttianum är en tvåhjärtbladig växtart som först beskrevs av Albert Charles Smith, och fick sitt nu gällande namn av W. Vink. Zygogynum burttianum ingår i släktet Zygogynum och familjen Winteraceae. Inga underarter finns listade.